# (5332) Davidaguilar
(5332) Davidaguilar est un astéroïde Amor découvert le 1er février 1990 par l'astronome japonais Atsushi Sugie.

## Historique
Le lieu de découverte, par l'astronome japonais Atsushi Sugie, est Dynic.
Il est nommé en l'honneur de David Aguilar, le directeur des affaires publiques du Harvard-Smithsonian Center for Astrophysics.

## Caractéristiques
Sa distance minimale d'intersection de l'orbite terrestre est de 0,304 388 ua.